# Bo Broman
Bo Göran Rickard Broman, född 11 maj 1969 i Eslövs församling, Malmöhus län, är en svensk politiker (sverigedemokrat). Han är ordinarie riksdagsledamot sedan 2018, invald för Skåne läns västra valkrets sedan 2022 (invald för Stockholms läns valkrets mandatperioden 2018–2022).
I riksdagen är Broman ledamot i skatteutskottet sedan 2023 (tidigare även 2018–2019) och ordförande i riksbanksfullmäktige sedan 2022. Han var ledamot i justitieutskottet 2019–2021 och kulturutskottet 2021–2023 samt ledamot i riksbanksfullmäktige 2018–2022. Han var tidigare suppleant i bland annat justitieutskottet.
Han är en tidigare VD/ägare av Hotell Stensson under perioden 2004–2009.